# Tovah Feldshuh

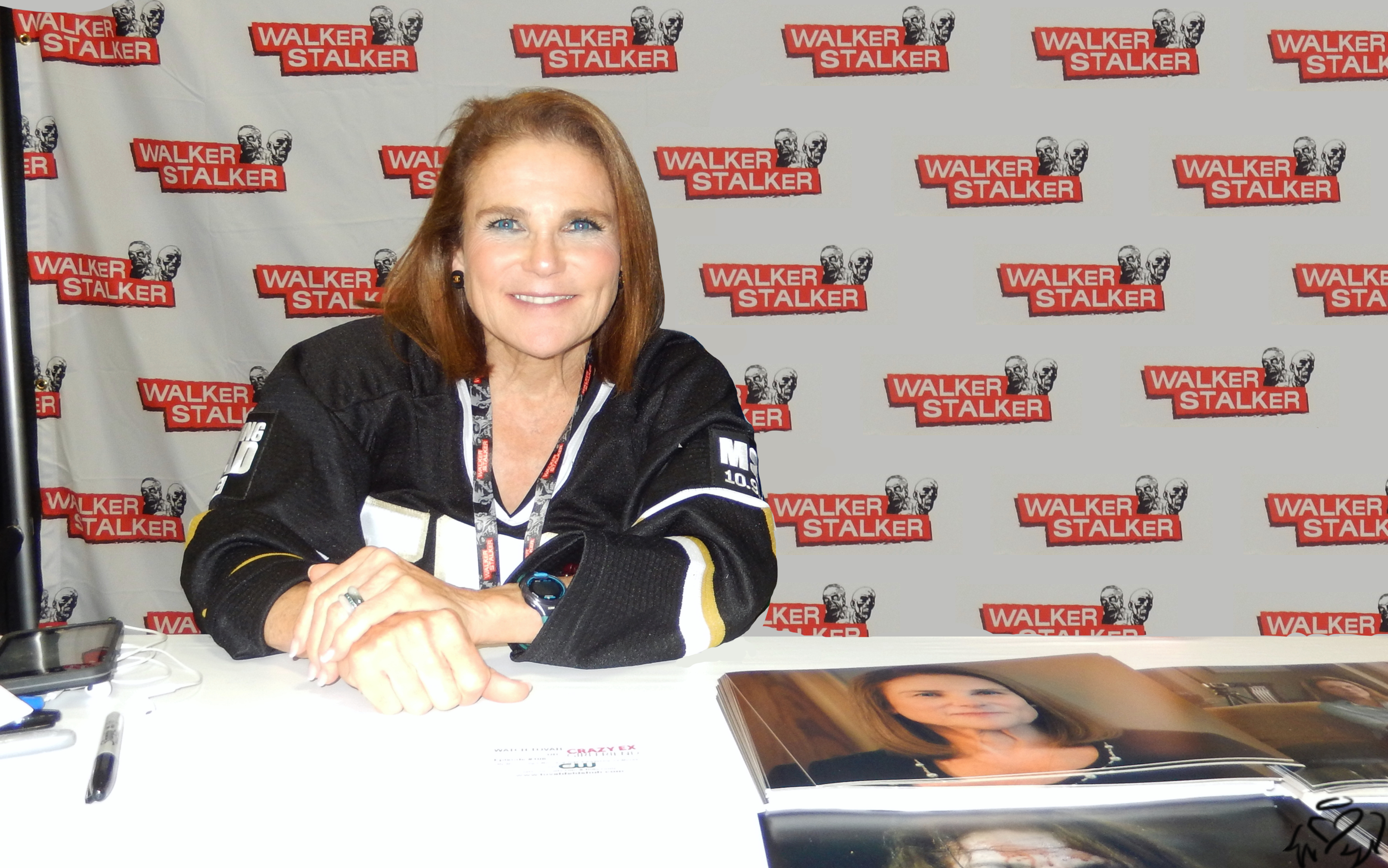
Tovah Feldshuh (2016)

Terri Sue „Tovah“ Feldshuh (* 27. Dezember 1952 in New York City) ist eine US-amerikanische Schauspielerin. Sie spielte unter anderem in der fünften und sechsten Staffel der AMC-Serie The Walking Dead mit.

## Biografie
Terry „Tovah“ Feldshuh wurde als Tochter der jüdischen Eheleute Lillian und Helmut Feldshuh geboren und absolvierte das Sarah Lawrence College im Westchester County, New York. Ihre Schauspielerkarriere begann sie am Guthrie Theater in Minneapolis.
Bekannt wurde sie durch den vom Emmy-Preisträger Mel Stuart gedrehten Katastrophenfilm Feuerfalle, der im Jahre 1978 unter dem Namen The Triangel Factory Fire Scandal gedreht und erstmals im deutschen Fernsehen am 7. Mai 1983 im ZDF gesendet wurde. Dort spielt sie die Rolle der Florence.
Tovah Feldshuh spielte auch die Rolle der tschechischen Freiheitskämpferin Helena Slomova der im Jahre 1978 von Marvin J. Chomsky gedrehten Serie Holocaust – Die Geschichte der Familie Weiss. Dafür wurde Feldshuh zum ersten Mal für den Emmy nominiert. 2003 wurde sie zum zweiten Mal für ihre Rolle als Rechtsanwältin Danielle Melnick aus der Serie Law & Order für den Emmy nominiert. Im selben Jahr erhielt Feldshuh den Satellite Awards für den im Jahre 2001 gedrehten Film Kissing Jessica, in dem sie die Rolle der Judy Stein spielte.
Sie unterrichtete an der Yale University, der Cornell University und an einer Universität in New York und erhielt im Juni 2005 den Doctor of Humane Letters (D.H.L.; oder L.H.D.), eine ehrenhalber verliehene Auszeichnung einer Universität, die für besondere Verdienste verliehen wird. Sie unterstützt Seeds of Peace, eine im Jahre 1993 gegründete internationale Jugendorganisation, und erhielt auch den Eleanor Roosevelt Humanitas Award, einen US-amerikanischen Friedenspreis und die Friedensmedaille von Israel.
Sie ist mit dem New Yorker Rechtsanwalt Andrew Harris Levy verheiratet, mit dem sie zwei Kinder hat.

## Filmografie (Auswahl)
- 1976: Ryan’s Hope (Fernsehserie, 12 Folgen)
- 1977: Barnaby Jones (Fernsehserie, 1 Folge)
- 1978: Feuerfalle (The Triangel Factory Fire Scandal)
- 1978: Holocaust – Die Geschichte der Familie Weiss (Holocaust, Fernsehserie)
- 1978: Killer-Bienen II – Terror aus den Wolken (Terror out of the Sky)
- 1984: Airwolf (Staffel 1, Folge 8)
- 1985: Zum Teufel mit den Kohlen (Brewster’s Millions)
- 1987: Mariah (Fernsehserie, 7 Folgen)
- 1988: Blue Iguana oder der Sarg ist Himmelblau (The Blue Iguana)
- 1991–2007: Law & Order (Fernsehserie, 13 Folgen)
- 1997: Unsere Liebe darf nicht sterben (Hudson River Blues)
- 2000: Happy Accidents
- 2001: Kissing Jessica
- 2006–2007: Crossing Jordan – Pathologin mit Profil (Crossing Jordan, Fernsehserie, 3 Folgen)
- 2007: Liebesleben
- 2007: Bis später, Max! (Love Comes Lately)
- 2011: Criminal Intent – Verbrechen im Visier (Criminal Intent, Fernsehserie, Folge 10x8)
- 2012: Covert Affairs (Fernsehserie, 2 Folgen)
- 2014: Broadway Therapy (She’s Funny That Way)
- 2015: Blue Bloods (Fernsehserie,  1 Folge)
- 2015: Angelica
- 2015–2016: The Walking Dead (Fernsehserie, 14 Folgen)
- 2015–2019: Crazy Ex-Girlfriend (Fernsehserie, 11 Folgen)
- 2017–2018: Salvation (Fernsehserie)
- 2021: Clifford der große rote Hund (Clifford the Big Red Dog)
- 2022: Zeiten des Umbruchs (Armageddon Time)
- 2024: Nobody Wants This (Fernsehserie)
- 2025: Westhampton